# Los Solans (Rivert)
Los Solans, és una solana del terme municipal de Conca de Dalt, al Pallars Jussà, a l'antic terme de Toralla i Serradell, en territori del poble de Rivert.
Està situat a llevant de Rivert, a l'esquerra del barranc de l'Espluga de Paradís, al nord-oest de Vilanoves i de la Borda del Caser, a ponent de la Borda de Fèlix.